# Immeubles aux 6-12, rue de la Bourse à Mulhouse
Les immeubles aux 6-12, rue de la Bourse forment un monument historique situé à Mulhouse, dans le département français du Haut-Rhin.

## Localisation
Ces bâtiments sont situés aux 6, 8, 10, 12, rue de la Bourse, rue du Maréchal-Joffre et avenue du Maréchal-Foch à Mulhouse.

## Historique
L'édifice fait l'objet d'une inscription au titre des monuments historiques depuis 1986.